# El podador primaveral
El podador primaveral, es el tercer álbum de Franny Glass. Grabado en formato CD, producido por Xoel López, fue editado en Uruguay por Contrapedal y en México por Intolerancia Discos en 2011.
Franny Glass es el proyecto solista del uruguayo Gonzalo Deniz (voz y guitarra) y Xoel López (guitarras, coros, percusión, teclado, armónica, bajo).
Cuenta con la participación de Lola García Garrido (coros) en la canción "Estás equivocada en darle las gracias a Dios". Las fotografías del álbum son de Lola García Garrido y el diseño de tapa de S. Guidotti.  
El nombre del disco es por el tema homónimo, el álbum trata de sucesos que acontecen a lo largo de la vida, obstáculos, que superados lo hacen más fuerte. La presentación del disco se realizó en La Trastienda.
Nominado en dos categorías y ganó un Premios Graffiti, por Mejor Álbum de Pop Alternativo en 2012.
Fue distinguido como Mejor Solista en los Premios Iris en 2012.

## Lista de canciones
Todos los temas compuestos por Gonzalo Deniz excepto donde se indica:

| El podador primaveral |                                                |          |  |
| N.º                   | Título                                         | Duración |  |
| 1.                    | «Los daños»                                    | 3:21     |  |
| 2.                    | «A través de mí»                               | 3:39     |  |
| 3.                    | «Ey, canción»                                  | 3:17     |  |
| 4.                    | «El Podador Primaveral»                        | 2:30     |  |
| 5.                    | «En otoño, amiga mía»                          | 3:33     |  |
| 6.                    | «La casa abandonada»                           | 2:25     |  |
| 7.                    | «Me acuerdo de Felipe»                         | 2:51     |  |
| 8.                    | «El ojo de la tormenta»                        | 3:47     |  |
| 9.                    | «Ahí va ella»                                  | 1:57     |  |
| 10.                   | «Si siguiera mi instinto»                      | 3:49     |  |
| 11.                   | «Estás equivocada en darle las gracias a Dios» | 3:09     |  |
| 12.                   | «Fin del verano»                               | 3:44     |  |